# Christian Geisler
Christian Geisler, född 28 april 1869 och död 1951, var en dansk tonsättare och organist.
Geisler blev elev vid konservatioriet i Köpenhamn och Hochschule i Berlin. Han anställdes 1893 som organist vid reformerta kyrkan i Köpenhamn, 1911 vid Garnisonskirken, där han under en lång följd av år gjorde sig känd för sina gratiskonserter. Geisler var livligt pedagogiskt intresserad, har skrivit pianoverk, kammarmusik, ouvertyrer, a capriccio och fuga för orkester, kantater, konsertkantater och en opera, Hjortens Flugt. Geisler var även ledera av föreningen Niels W. Gades Minde.